# Охота, рыбалка, природа, традиции
Охо́та, рыба́лка, приро́да, тради́ции (фр. Chasse, pêche, nature et traditions, CPNT) — французская политическая партия, основанная в сентябре 1989 года в виде ассоциации. Политическая платформа партии — защита традиционных ценностей сельской Франции.

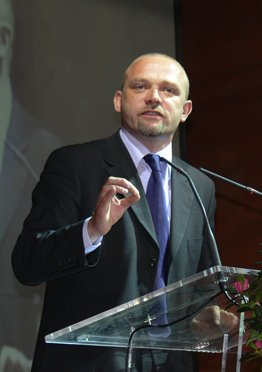
Фредерик Ниу, кандидат в президенты на выборах 2007 года

Основателями партии являются Андре Густа (фр. André Goustat, род. 1935), который возглавлял партию с 1989 по 1999 год, а также Жан Сен-Жосс (фр. Jean Saint-Josse, род. 1944) возглавлявший партию с 1999 по 2008 год. Ныне партию возглавляет Фредерик Ниу — кандидат от партии в президентских выборах 2007 года, где он получил 1,15 % (420 645 голосов). До 2009 года партия представлена в Европарламенте.
2019 год — 6 мест в Евро-парламенте.